# Kota Bharu
Kota Bharu (Cinese: 哥打巴鲁) è una città della Malaysia, capitale dello stato del Kelantan.
In malese il nome della città significa "nuova città" oppure "nuovo castello/fortezza". Kota Bharu è situata nella zona nordest della penisola malese in prossimità della foce del Sungai Kelantan.